# Gratowisko
Gratowisko - od grat (z niem. Gerät – urządzenie) – jako określenie dla przedmiotu niezbyt wartościowego, często starego, zniszczonego np. mebel lub sprzęt domowy - określenie składowiska dla rzeczy niepotrzebnych, problemowych, których pragnie się pozbyć, a które nie nadają się do wyrzucenia do zwykłego kontenera na śmieci.
Gratowiska prowadzone są przez zakłady zagospodarowania odpadów wielu miast w Polsce.
Do odpadów problemowych, które mogą być składowane na gratowisku zaliczane są:
- zużyty sprzęt elektryczny i elektroniczny
- termometry rtęciowe
- świetlówki i żarówki energooszczędne
- zużyty olej silnikowy
- filtry olejowe
- stare farby i rozpuszczalniki
- baterie i akumulatory
- różnego typu środki i odczynniki chemiczne
- przeterminowane leki
- odpady wielkogabarytowe (stare meble)
- odpady zielone (skoszona trawa. liście)
- gruz z drobnych remontów.

Do transportu odpadów problemowych służy specjalny samochód - tak zwany gratowóz.